# Fosfolipaza A2
Fosfolipaze A2 (PLA2, EC 3.1.1.4, lecitinaza A, fosfatidaza, fosfatidolipaza, fosfolipaza A) su enzimi koji odvajaju masne kiseline sa drugog atoma ugljenika glicerola. Sistematsko ime je fosfatidilholin 2-acilhidrolaza. Ovaj enzim katalizuje sledeću hemijsku reakciju
fosfatidilholin + 2O {\displaystyle \rightleftharpoons } 1-acilglicerofosfoholin + karboksilat
Ove fosfolipaze specifično prepoznaju sn-2 acilnu vezu fosfolipida i katalitički hidrolizuju vezu oslobađajući arahidonsku kiselinu i lizofosfolipide. Nakon naknadne modifikacije ciklooksigenazama, arahidonska kiselina postaje eikozanoid. Eikozanoidi obuhvataju prostaglandine i leukotriene, koji se kategorizuju kao inflamatorni posrednici.
PLA2 je široko rasprostranjena u životinjskim tkivima. Ona je prisutna kod insekata i u zmijskom venomu. Venom zmija i insekata se ulgavnom sastoji od melitina, koji je PLA2 stimulant. Usled povećanog prisustva i aktivnosti PLA2 nakon uboda zmije ili insekta, dolazi do disproporcionalnog oslobađanja arahidonska kiselina iz fosfolipidnih membrana. Rezultat toga je inflamacija i bol. Takođe postoji i prokariotska fosfolipaza A2.
Ostali tipovi fosfolipaza su fosfolipaza A1, fosfolipaza B, fosfolipaza C, i fosfolipaza D.

## Izoezimi
Izoenzimi ljudske fosfolipaze A2 su:
- Grupa I:
- Grupa II: PLA2G2A, , PLA2G2D, ,
- Grupa III:
- Grupa IV: PLA2G4A, PLA2G4B, PLA2G4C, , ,
- Grupa V:
- Grupa VI:
- Grupa VII:
- Grupa X:
- Grupa XII: ,

Proteinski domen fosfolipaze A2 sadrži i:

## Literatura
- Nicholas C. Price; Lewis Stevens (1999). Fundamentals of Enzymology: The Cell and Molecular Biology of Catalytic Proteins (Third изд.). USA: Oxford University Press. ISBN 019850229X.
- Eric J. Toone (2006). Advances in Enzymology and Related Areas of Molecular Biology, Protein Evolution (Volume 75 изд.). Wiley-Interscience. ISBN 0471205036.
- Branden C; Tooze J. Introduction to Protein Structure. New York, NY: Garland Publishing. ISBN 0-8153-2305-0.
- Irwin H. Segel. Enzyme Kinetics: Behavior and Analysis of Rapid Equilibrium and Steady-State Enzyme Systems (Book 44 изд.). Wiley Classics Library. ISBN 0471303097.

## Spoljašnje veze
- Phospholipase+A2 на 